# 常
常（じょう）は、中国および日本の古代において使われた長さの単位の一つ。

## 中国
周代の長さの単位で、16尺＝2尋＝1常であった（なお、周代の1尺は約23cm＝近代日本における約7尺6寸に相当する）。ここから「尋常」という言葉が生まれた。左伝では「わずかばかりの土地」の意味で使われている。後世には「普通」を意味するようになった。
後世には「常」は単位としては使われなくなった。

## 日本
日本においては律令制初期における布の丈量単位として見える。『令集解』穴記によれば、長さ1尺3寸の布をもって1常としたことが記されている。同書所収の和銅6年2月19日（713年3月19日）格に2丁分の庸布2尺6寸を1段とする規定が存在し、『続日本紀』には和銅5年12月7日（713年1月7日）には庸調を銭で納める場合には5文で庸布・調布1常分とする記事、和銅7年2月2日（714年2月20日）には商布において常を用いない規定が導入された記事があり、次第に常から段に切り替えられていったことが窺えるが、その後の記録でも常布などの表現が登場する例が見られた。